# Mecz Polska – Gwiazdy PLK 1997
Mecz Gwiazd – Polska – Gwiazdy PLK 1997 – towarzyski mecz koszykówki rozegrany w sezonie 1996/97 w Rudzie Śląskiej. W spotkaniu wzięli udział czołowi zagraniczni zawodnicy najwyższej klasy rozgrywkowej w Polsce (Amerykanie) oraz reprezentanci Polski.

## Statystyki spotkania
- Trener reprezentacji Polski: Eugeniusz Kijewski (10,5 Poznań)
- Trener drużyny gwiazd: Arkadiusz Koniecki (Pogoń Ruda Śląska)

| Polska – 98                      | Polska – 98                      | Polska – 98                      | 102 – Gwiazdy PLK                | 102 – Gwiazdy PLK                | 102 – Gwiazdy PLK                |
| Wynik I połowy spotkania – 56:64 | Wynik I połowy spotkania – 56:64 | Wynik I połowy spotkania – 56:64 | Wynik I połowy spotkania – 56:64 | Wynik I połowy spotkania – 56:64 | Wynik I połowy spotkania – 56:64 |
| Zawodnik                         | Klub                             | Pkt                              | Zawodnik                         | Klub                             | Pkt                              |
| -------------------------------- | -------------------------------- | -------------------------------- | -------------------------------- | -------------------------------- | -------------------------------- |
| Andrzej Pluta                    | Browary Tyskie Bobry Bytom       | 2                                | Ricky Robinson                   | AZS Elana Toruń                  | 16                               |
| Maciej Zieliński                 | Śląsk Eska Wrocław               | 13                               | Antoine Joubert                  | Browary Tyskie Bobry Bytom       | 16                               |
| Adam Wójcik                      | Spirou Charleroi                 | 21                               | Jeff Massey                      | Mazowszanka Pruszków             | 15                               |
| Tomasz Jankowski                 | Nobiles Azoty Włocławek          | 11                               | Ricky Calloway                   | AZS Elana Toruń                  | 15                               |
| Mariusz Sobacki                  | Nobiles Azoty Włocławek          | 0                                | Jarvis Matthews                  | Browary Tyskie Bobry Bytom       | 13                               |
| Robert Kościuk                   | Nobiles Azoty Włocławek          | 5                                | Orlando Smart                    | Śląsk Eska Wrocław               | 9                                |
| Mariusz Bacik                    | Browary Tyskie Bobry Bytom       | 3                                | Martin Eggleston                 | PKK Warta Szczecin               | 8                                |
| Andrzej Adamek                   | Polonia Przemyśl                 | 4                                | Samuel Hines                     | Pogoń Ruda Śląska                | 3                                |
| Krzysztof Dryja                  | Mazowszanka Pruszków             | 4                                | Tyrice Walker                    | Mazowszanka Pruszków             | 2                                |
| Dominik Tomczyk                  | Śląsk Eska Wrocław               | 19                               | Greg Hillman                     | Pogoń Ruda Śląska                | 2                                |
| Paweł Szcześniak                 | Zastal Zielona Góra (II liga)    | 3                                | Daryl Thomas                     | Polonia Przemyśl                 | 2                                |
| Piotr Szybilski                  | Mazowszanka Pruszków             | 13                               | Tyrone Thomas                    | Dojlidy Instal Białystok         | 1                                |